# Südkoreanische Volleyballnationalmannschaft der Männer
Die südkoreanische Volleyballnationalmannschaft der Männer ist eine Auswahl der besten südkoreanischen Spieler, die die Korea Volleyball Association bei internationalen Turnieren und Länderspielen repräsentiert.

## Geschichte

### Weltmeisterschaften
Bei der Volleyball-Weltmeisterschaft 1956 belegte Südkorea den 18. Platz. 1974 nahmen die Koreaner zum zweiten Mal teil und wurden Dreizehnter. Vier Jahre später erreichten sie als Vierter das bislang beste Resultat. Nach dem achten Platz 1982 verpassten sie die WM 1986. In den 1990er Jahren waren die Ergebnisse wechselhaft (14, 8, 13). Bei der WM 2002 war Südkorea nicht dabei, 2006 in Japan blieb nach dem Vorrunden-Aus nur der 17. Rang.

### Olympische Spiele
Südkorea war beim ersten olympischen Turnier 1964 in Tokio dabei und wurde Zehnter. 1972 und 1976 steigerten sich die Koreaner auf Rang sieben und sechs. 1984 in Los Angeles schafften sie mit Platz fünf das bislang beste Ergebnis. Bei den Spielen 1988 im eigenen Land konnten sie hingegen nicht vom Heimvorteil profitieren und schnitten als Elfter so schlecht ab wie noch nie. Es folgten drei neunte Plätze.

### Asienmeisterschaft
Bei der Premiere der Volleyball-Asienmeisterschaft musste sich Südkorea 1975 nur den Japanern geschlagen geben. Vier Jahre später unterlagen die Koreaner im Endspiel gegen China. Nach zwei dritten Plätzen gewannen sie 1989 als Gastgeber gegen Japan zum ersten Mal den Titel. 1991 gelang den Japanern die Revanche, aber zwei Jahre später wurde Südkorea erneut Asienmeister, diesmal gegen Kasachstan. Beim zweiten Turnier im eigenen Land misslang 1995 mit Rang drei die Titelverteidigung. 1997 verpassten die Koreaner zum bislang einzigen Mal die Medaillenränge, ihnen blieb nur Rang fünf. Doch nach dem dritten Platz 1999 holten sie 2001 – erneut vor eigenem Publikum – gegen Australien ihren dritten kontinentalen Titel. Diesen konnten sie 2003 gegen China verteidigen. Bei den Turnieren 2005 und 2007 wurde Südkorea jeweils Dritter.

### World Cup
Bei den ersten drei Teilnahmen am World Cup wurde Südkorea 1977, 1985 und 1989 jeweils Siebter. 1991 gab es mit dem fünften Rang das beste Ergebnis. Südkorea war nun regelmäßig dabei und erreichte die Plätze acht, sieben und sechs. Beim Turnier 2007 blieb den Koreanern nur noch der elfte Rang.

### Weltliga
Bei den Weltliga-Turnieren 1991 bis 1994 erreichte Südkorea Platzierungen zwischen acht und zehn. 1995 steigerten sich die Koreaner auf den sechsten Platz. Nach einem Jahr Pause wurden sie zweimal Elfter. 2006 kehrten sie zurück, aber mehr als die Ränge zehn und neun war nicht drin. 2009 bis 2011 reichte es auch nur zu den Rängen 13, 16 und wieder 13.